# Stahlhelm
Ein Stahlhelm ist eine aus Stahl bestehende militärische Kopfbedeckung, die primär Schutz vor Granatsplittern bieten soll. Im Verlauf des Ersten Weltkriegs führten die Armeen der europäischen Großmächte derartige Helme ein. Im engeren Sinne sind mit der Bezeichnung Stahlhelm nur die deutschen Formen dieses Helmtyps gemeint, jedoch hat sich der Begriff mittlerweile für jeden aus Stahl hergestellten militärischen Helm durchgesetzt. Der Helm wird manchmal auch nach dem französischen Offizier Louis Adrian Adrianhelm genannt.

## Entwicklung

### Erster Weltkrieg
Als 1914 der Erste Weltkrieg ausbrach, gehörten zur militärischen Ausrüstung der kriegführenden Staaten Kopfbedeckungen, die keinen Schutz vor Gewehrkugeln oder Granatsplittern boten. Auf deutscher Seite fand die lederne Pickelhaube Verwendung, die seit 1842 gebräuchlich war und lediglich Säbelhieben standhalten sollte. Andere Einheiten der Kontingentstruppen des Reiches sowie ausländische Armeen verwendeten unter anderem Tschakos, Mützen oder Kappen. Bereits im Herbst 1914 erfolgte an der Westfront der Übergang zum Stellungskrieg, in dem sich die feindlichen Armeen in ausgedehnten Grabensystemen gegenüberstanden. Seit Anfang 1915 ging man dazu über, Sturmangriffe der Infanterie durch stundenlanges Artilleriefeuer vorzubereiten. Dabei kamen vor allem Splitter- und Schrapnellgeschosse zum Einsatz, die eine verheerende Wirkung gegen Menschen entfalteten. Innerhalb kurzer Zeit stieg der Anteil der Verwundungen, die durch Granatsplitter verursacht worden waren, auf fast 80 Prozent. Etwa ein Viertel dieser Verwundungen waren Kopfverletzungen und somit fast immer tödlich, zudem wurden zahlreiche Soldaten grausam verstümmelt.

#### Frankreich

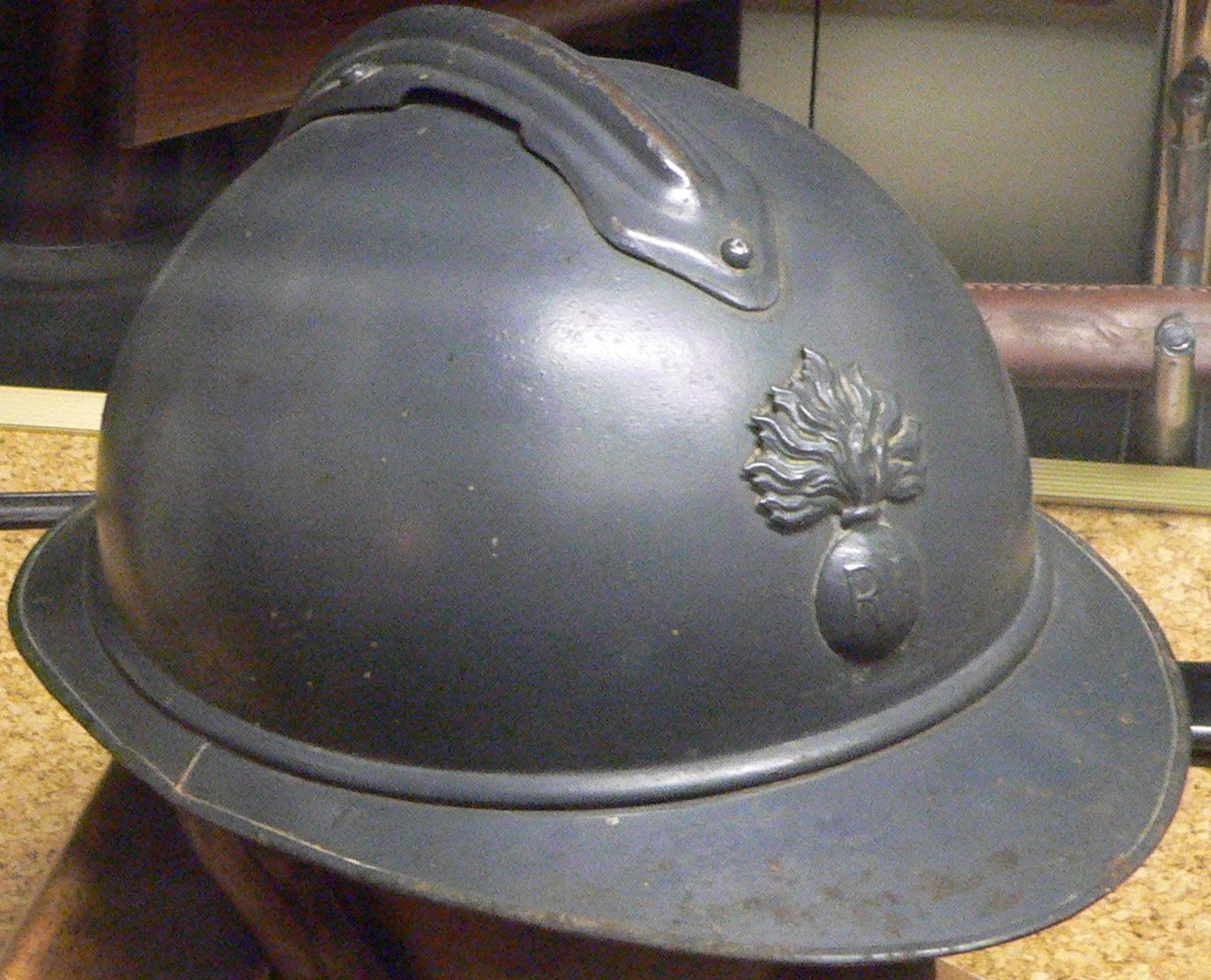
Adrian-Helm

Bereits im Dezember 1914 ließ der französische Offizier Adrian einige Soldaten probehalber mit Stahlkappen (s.g. Hirnpfannen) ausstatten, die unter dem „Képi“ getragen den Kopf schützen sollten. Versuche ergaben, dass diese Stahlkappen im Gebrauch etwa zwei Dritteln aller Granatsplitter widerstanden. Aufgrund dieser Erfahrungen ordnete die französische Regierung die Massenproduktion dieser Stahlkappen an. Bis März 1915 wurden 700.000 Stück produziert und sofort im Feld eingesetzt. Parallel dazu entwickelte man auf französischer Seite einen noch effektiveren Kopfschutz, welcher aufgrund der schweren Kämpfe in der Champagne von Februar bis März 1915 notwendig geworden war. Man begann mit der Produktion des „Adrian“-Helms, der im Juli 1915 erstmals an der Front zum Einsatz kam.
Der „Adrian“ bestand aus 1 mm dickem Stahl und verfügte über eine Krempe, die auf der Vorderseite breiter als auf der Rückseite des Helms war. Die Helmglocke wurde mit einem niedrigen Kamm versehen. Der „Adrian“ wurde in 70 Arbeitsschritten angefertigt und in drei verschiedenen Größen ausgeliefert. Bis zum Herbst 1917 erreichte die tägliche Produktionszahl an „Adrians“ 7.500 Stück. Die Armeen Belgiens, Russlands, Rumäniens, Italiens und Serbiens übernahmen bis 1917 den „Adrian“. Durch die Einführung des „Adrian“ wurde die britische Militärführung dazu bewogen, ebenfalls einen derartigen Kopfschutz entwickeln zu lassen.

#### Großbritannien, Kanada, Vereinigte Staaten

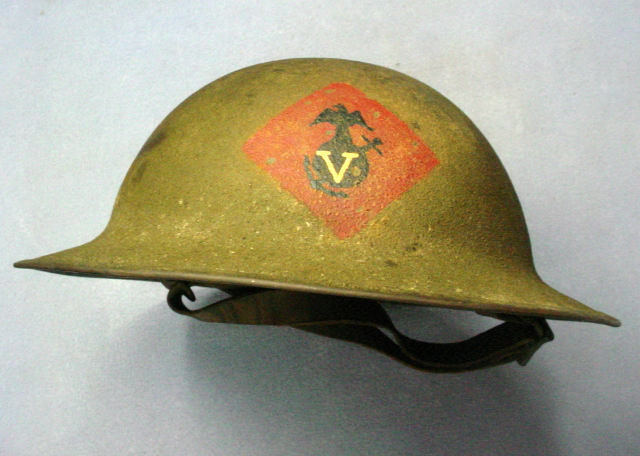
Brodie-Helm (MK I)

Im Sommer 1915 entwickelte der Ingenieur John Brodie den Mk-I-Helm, der eine starke Ähnlichkeit mit einer Variante des mittelalterlichen Eisenhuts aufwies. Brodie war sich dieser Analogie bewusst, doch ging es ihm bei der Entwicklung eines Stahlhelms um die Vereinfachung des Herstellungsprozesses. Der Mk I „Brodie“ wurde in nur einem Arbeitsschritt gefertigt, nämlich per Tiefziehen aus einer Stahlplatte. Großer Wert wurde auf die Auskleidung des Mk I mit Futterstoff gelegt, der die Übertragung der Wucht eines auftreffenden Granatsplitters auf den Kopf des Helmträgers dämpfen sollte. Da die Ausstattung der britischen Soldaten mit Stahlhelmen als äußerst dringlich eingestuft wurde, verzichtete man auf ausgiebige Versuche zur Feststellung der Schutzwirkung des Mk I. Der Helm war mit einem Gewicht von 750 Gramm bequem zu tragen.

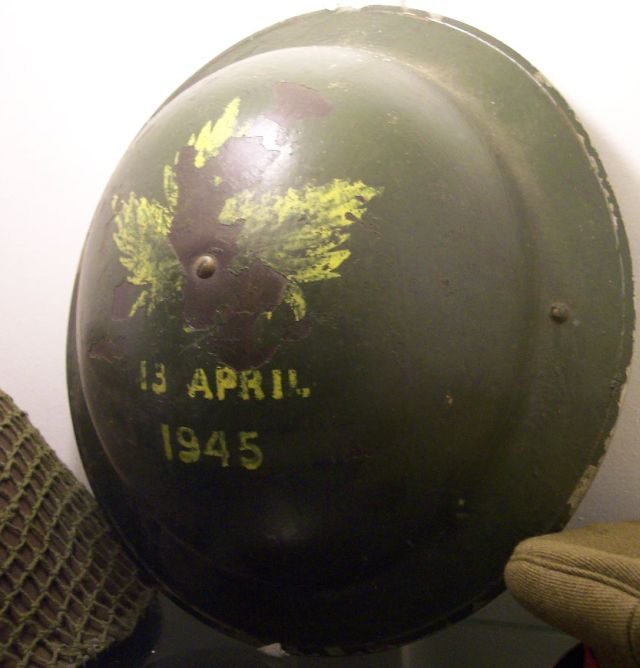
Kanadischer Stahlhelm, Typ Mk II

Im November 1915 wurde der Mk I „Brodie“ erstmals in nennenswerter Anzahl an der Front eingesetzt. Zunächst erhielten nur die Soldaten in den vordersten Frontlinien einen Mk I. Es war nicht unüblich, dass in den Monaten unmittelbar nach der Einführung des Mk I nur jeder zehnte Soldat einer britischen Einheit über einen solchen Helm verfügte. Der Helm wurde von den britischen Frontsoldaten als Tin Hat (Blechhut) bezeichnet. Als 1917 die Vereinigten Staaten in den Krieg eintraten, erwarben sie zunächst Mk-I-Helme von ihrem britischen Verbündeten. Seit Anfang 1918 produzierten die Vereinigten Staaten mit dem M1917 einen eigenen Helmtyp, bei dem es sich jedoch nur um eine Variante des Mk I handelte. Der M1917 hatte eine Materialstärke von 0,91 mm und wurde aus Manganstahl gefertigt. Er konnte dem Beschuss mit Pistolenkugeln des Kalibers .45 mit einer Geschwindigkeit von 183 Metern pro Sekunde standhalten. Der ballistische Schutz war gegenüber dem britischen Mk I um 10 Prozent verbessert.

#### Deutsches Reich

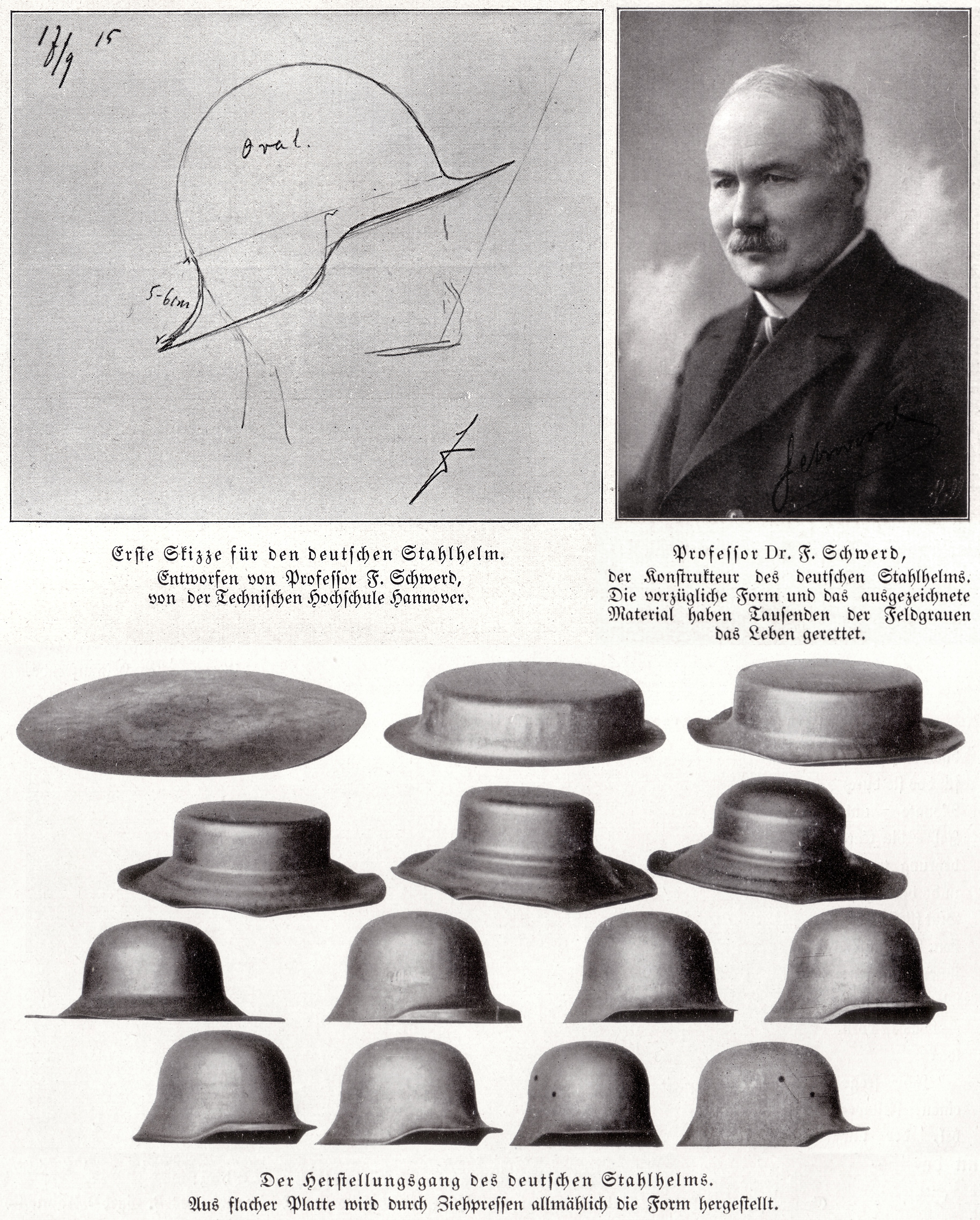
Herstellungsprozess Stahlhelm M16

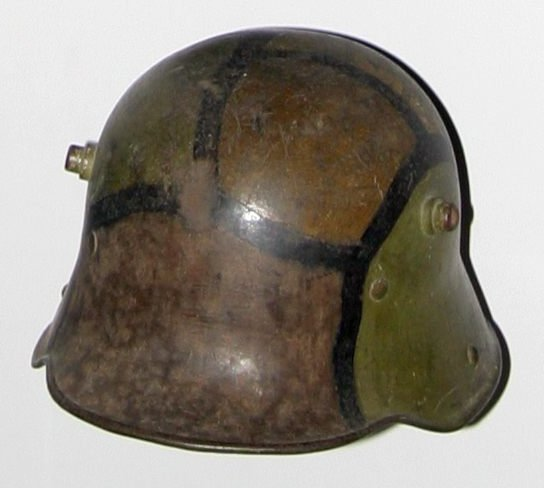
Deutscher Stahlhelm M16 mit Buntfarbenanstrich von 1918

Buntfarbenanstrich 1918, auch genannt Mimikry

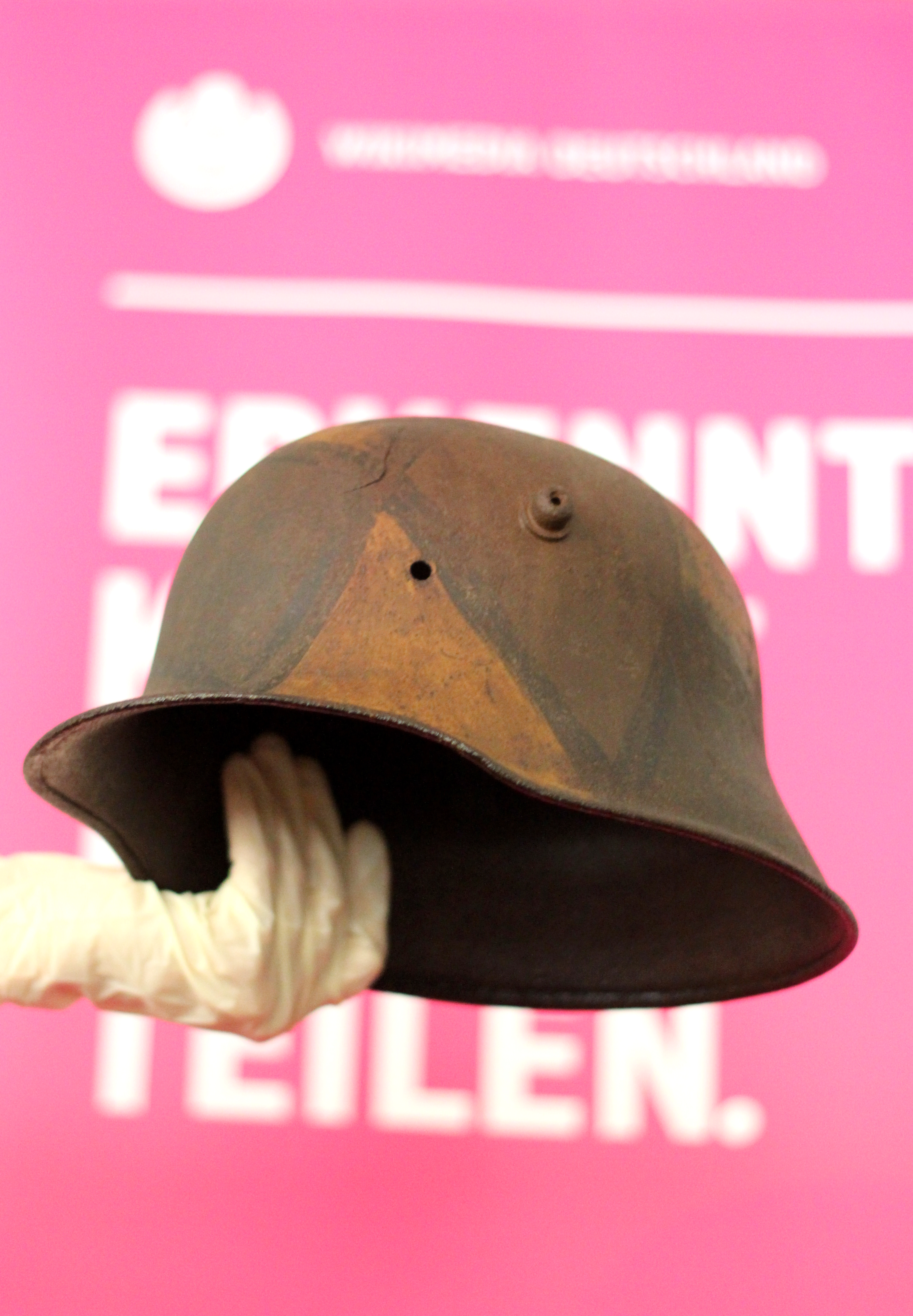
Deutscher Stahlhelm, Typ M18

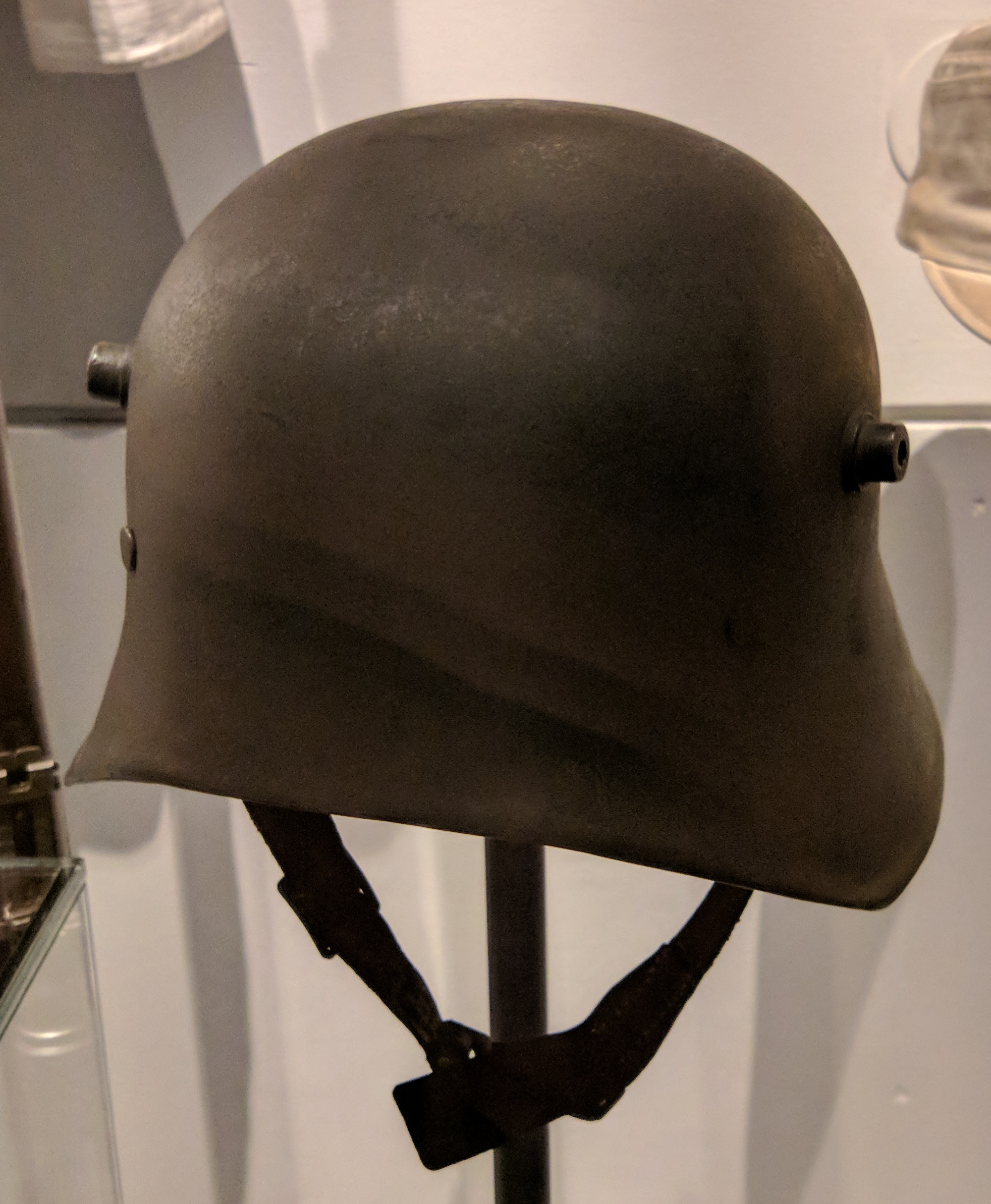
Deutscher Stahlhelm, Typ M18 für die osmanische Armee; wurde bei Kriegsende auch von deutschen Soldaten getragen

Da sich die deutsche Armee bei der Entwicklung eines effektiven Kopfschutzes zögerlich verhielt, gingen manche Einheiten seit 1915 dazu über, provisorische Helme herzustellen. Die im felsigen Gebiet der Vogesen stationierte „Armeeabteilung Gaede“ verzeichnete erheblich mehr durch Stein- und Granatsplitter verursachte Kopfverletzungen als Truppen in anderen Frontabschnitten. Die Artilleriewerkstatt der Armeeabteilung entwickelte einen Helm, der aus einer mit Stoff gefütterten Lederkappe bestand. Auf der Vorderseite der Kappe wurde eine 6 mm dicke Stahlplatte angebracht, die nicht nur die Stirn, sondern auch Augen und Nase schützte. Der Gaede-Helm wog 2 Kilogramm und war knapp ein Jahr lang in Gebrauch, bis er nach der Einführung des Helmes M1916 eingezogen wurde. Die für die Stoßtrupptaktik maßgebliche Sturm-Abteilung, das Sturm-Bataillon Nr. 5 (Rohr), war der erste Truppenteil, bei dem das Tragen des Helmes zur Pflicht wurde.
Mit seinem Schreiben vom 15. August 1915 an den Armeearzt der 2. Armee regte der Marinegeneralarzt August Bier, damals beratender Chirurg beim XVIII. Armee-Korps an der Westfront, zur Vermeidung von Schädel- und Hirnverletzungen die Entwicklung eines deutschen Stahlschutzhelmes an. Vorangegangen war ein Gespräch zwischen ihm und Friedrich Schwerd von der Technischen Hochschule Hannover, der damals als Hauptmann bei der Etappeninspektion der 2. Armee tätig war. In diesem Gespräch versicherte der Techniker Schwerd dem Arzt Bier, dass es möglich sei, einen einstückigen Helm aus vergütetem Chrom-Nickel-Stahl bzw. aus einem ähnlich legierten Stahl mit Augen- und Nackenschutz herzustellen. Der Chef des Generalstabes des Feldheeres, General Erich von Falkenhayn, befürwortete den Vorschlag und gab ihn an das Preußische Kriegsministerium weiter. Bereits am 4. September 1915 wurde Schwerd nach Berlin gerufen und nahm an einer Sitzung teil, in der er seine Vorschläge zur technischen Realisierung eines deutschen Stahlschutzhelmes vortrug. Am 20. November 1915 erfolgte die Abnahme des 1.365 Gramm schweren Stahlhelms durch eine Kommission des preußischen Kriegsministeriums auf dem Artillerieschießplatz Kummersdorf.
Im Dezember wurden erste Exemplare des Helmes an der Front erfolgreich getestet. Es folgte die Anordnung der Massenproduktion, Ende Januar 1916 lieferte dann das Eisenhüttenwerk Thale/Harz die ersten 30.000 Helme. General von Falkenhayn ließ die Stahlhelme ab Februar an die Fronteinheiten verteilen. Zu Beginn der Schlacht um Verdun waren manche der dort kämpfenden deutschen Einheiten bereits mit den neuen Helmen ausgerüstet.
Der aus Chromnickelstahl bestehende deutsche Stahlhelm wurde offiziell als Stahlschutzhelm, Modell 1916 oder kurz M1916 bezeichnet. Der M1916 wurde in sechs Arbeitsschritten aus einer 1,1 mm dicken Stahlplatte gefertigt. Es war vorgesehen, dass fünf Prozent aller Stahlhelme – vorzugsweise die der MG-Schützen – mit einer zusätzlichen 10 mm dicken Platte – dem sogenannten Stirnpanzer – zum Schutz der Stirnpartie ausgestattet würden. Dies konnte aufgrund des Rohstoffmangels nicht realisiert werden, zudem war die Stirnplatte bei den Soldaten unbeliebt, da der Helm im vorderen Bereich durch die Stirnplatte überlastet wurde, was während Körperbewegungen zu einem Überkippen des Helms nach vorne führte. Die Stirnplatte wurde oftmals zweckentfremdet und zur Verstärkung der Grabenwände benutzt. Die Verbündeten Österreich-Ungarn und Bulgarien übernahmen nach kurzer Zeit den M1916 und auch die Piloten der deutschen Jagdflugzeuge gingen 1917 dazu über, anstatt der ledernen Fliegerkappe den M1916 zu tragen. Heute wird vermehrt auch von einem weiteren Stahlhelm, dem sogenannten „M1917“ gesprochen. Diese Modellbezeichnung ist zu Unterscheidungszwecken zum Helm M1916 sachdienlich, da 1917 der Innenring aus Leder des M1916 zur Befestigung des Innenhelms gegen einen einfacher zu verarbeitenden Innenring aus Metall des „M1917“ weiterentwickelt wurde. Für die Befestigung der Kinnriemen wurde bei den Modellen M1916 und M1917 auf das bei Pickelhauben bewährte und genormte Hakensystem des Knopf 91 zurückgegriffen, das beim Modell M1918 allerdings nicht mehr zum Einsatz kam.
Da die tiefe Krempe an den Seiten und im Nacken des M1916 das Hörvermögen des Helmträgers durch Rauschen beeinträchtigte, wurde sie bei einem Sondermodell des seit 1918 produzierten M1918 an der Ohrenpartie ein Stück ausgeschnitten, genannt M18 mit Ohrenausschnitt. Das reguläre Modell M1918 wurde jedoch bis zum Kriegsende nur in geringen Stückzahlen hergestellt und erreichte die kämpfende Truppe nicht mehr im vorgesehenen Maße; ebenso wenig wie eine Ausführung ohne den nach vorn gezogenen Schirm (ähnlich der türkischen Exportversion) für die Besatzungen von Panzerfahrzeugen, da hier der Schirm bei der Waffenbedienung und der Beobachtung durch Sehschlitze hinderlich war.

##### Buntfarbenanstrich
Sowohl der M1916 als auch der M1918 wurden wie fast alles Kriegsmaterial nach einer Vorschrift der Obersten Heeresleitung ab Juli 1918 mit einem Tarnanstrich, der offiziell Buntfarbenanstrich hieß, versehen. Es wurden dazu großflächige scharfeckige Farbfelder in rostbraun, ockergelb und grün aufgetragen, die durch dicke schwarze Linien voneinander getrennt waren. Die Farben waren matt und wurden mit dem Pinsel aufgetragen. Das Tarnmuster ist auch unter dem englischen Begriff Mimikry bekannt, der Ausdruck Tarnfarben wurde erst bei der Reichswehr eingeführt.
Zitatauszug aus dem Befehl zum Buntfarbenanstrich vom 7. Juli 1918:
„Chef des Generalstabes des Feldheeres – II Nr. 91 366 op. – Gr. H. Qu., den 7.7.18
,
Durch einen zweckmäßigen Buntfarbenanstrich der Geschütze, Minenwerfer, Maschinengewehre, Stahlhelme pp. kann eine Sichtentziehung in sehr viel höherem Grade als bisher erreicht werden. ,
Die angestellten Versuche haben zu folgendem Ergebnis geführt:
1. Stahlhelme: ,
Anstrich mit einer Farbe (z.B. Grün, Hellbraun) oder mit kleinen Flecken wechselnder Farben passt günstigenfalls den Helm einer gerade gleichfarbigen Umgebung in der Farbe an, lässt jedoch die charakteristische Form und Schattenwirkung erkennen. ,
Dagegen macht ein Dreifarbenanstrich den Helm durch Verwischen der Umrisse und Vortäuschen von Schattenwirkungen auch auf kürzeste Entfernungen (60 m) bereits unkenntlich. Einzelheiten über den als zweckmäßig erprobten Anstrich: ,
Stumpfe Farben – Helm darf nicht glänzen – Aufstreuen von feinem Sand auf die noch feuchte Oelfarbe verhindert das Glänzen der Stahlhelme in der Sonne. ,
Die Wahl der Farben wird zweckmäßig mit der Jahreszeit geändert. Sie ist so zu treffen, dass immer eine der 3 Farben mit den Grundfarben der wechselnden Umgebung des Kampfgeländes übereinstimmt. ,
Z.Zt. geeignet: Grün, Ockergelb, Rostbraun. ,
Verteilung auf die Helmfläche zu gleichen Teilen in grossen scharfeckigen Flecken. ,
Anhalt: Auf der Vorderseite des Helmes dürfen nicht mehr als 4 Farbfelder sichtbar sein. Helle und dunkle Farben nebeneinander setzen. ,
Die Farbfelder sind gegeneinander durch fingerbreite schwarze Striche scharf abzugrenzen. ,
Bedarf an Farbe: für 1000 Helme je 5 kg Ocker, Grün, Braun, 2 kg Schwarz. ,
[…],
Gezeichnet i.A. Ludendorff“

Aufgesprühte Farben sind erst seit den 1930er-Jahren belegt. So wie der „Adrian“ und der „Brodie“ sorgte der deutsche Stahlhelm dafür, dass die Zahl der Kopfverletzungen innerhalb kurzer Zeit deutlich sank. Die Schutzwirkung war aufgrund der tieferen Passform und des gehärteten Stahls im Vergleich etwa zum französischen Modell besser.
Für die türkischen Streitkräfte wurde eigens eine abgewandelte Form entworfen, bei welcher der markante weit vorgezogene Augenschirm und die im Bereich der Ohren herabgezogene Krempe fehlte. Diesen Helm konnte der muslimische Soldat zum Gebet aufbehalten. Etwa 5.400 Stück wurden offenbar seit 1918 produziert und, wie Fotos zeigen, zumindest teilweise in die Türkei geliefert. Einige fanden anscheinend auch bei deutschen Freikorpsverbänden in der Nachkriegszeit Verwendung.
Bei vielen Soldaten war eine starke Identifikation mit dem Stahlhelm gegeben, der als Symbol für eine soldatische Gemeinschaft und als Bindeglied zwischen mittelalterlichen Ritterhelmen und der modernen Kriegsführung betrachtet wurde. So verwundert es nicht, dass sich der im Dezember 1918 gegründete Bund der Frontsoldaten, der schnell zum Sammelbecken demokratiefeindlicher Kräfte wurde, nach dem Stahlhelm benannte.

##### Herstellerliste Erster Weltkrieg-Stahlhelme (Kürzel)
Gebrüder Bing A.G., Nürnberg = G.B.N. – F. C. Bellinger, Fulda = B.F. – Gebrüder Gnüchtel A.G., Lauter i/Sa. = G. – Vereinigte Deutsche Nickelwerke, Schwerte i/Westf. = Ni. – R. Lindenberg A.G., Remscheid-Hasten = „Glockensymbol“ L. – Herm. Weissenburger & Co., Stuttgart-Cannstatt = W. – C. Thiel & Söhne, Lübeck = T.J. – Eisenhüttenwerk Thale A.G., Thale a/Harz = E.T. – Eisenhütte Silesia, Paruschowitz Oberschlesien = Si. – Siemens & Halske A.G., Siemensstadt bei Berlin = verschlungenes Symbol S und H – Körting & Mathissen, Stuttgart = kleines Dreieck + K – Berndorf, Österreich = Bär-Symbol bzw. „B“ auf Helmglockendach.

#### Österreich-Ungarn

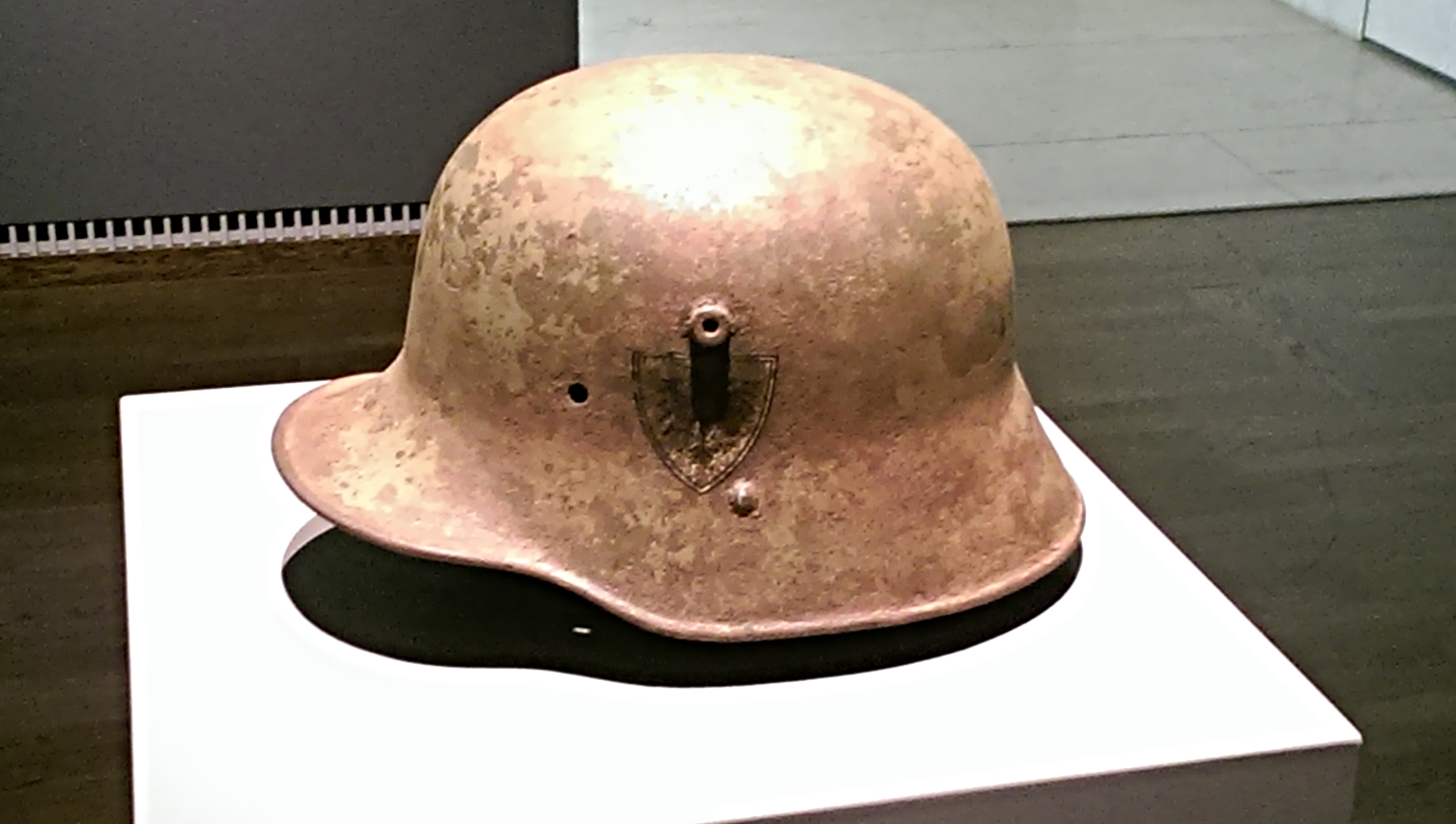
Österreichischer Stahlhelm M16

Bedingt durch die hohe Anzahl von Kopfverletzungen durch Granat- oder Steinsplitter kam es 1916 zur Einführung von Stahlhelmen bei der k.u.k. Armee. Schon 1914 gab es einen ersten Entwurf für einen Stahlhelm von dem Eisenwerk Neudeck. Dieser Entwurf konnte aber die Erwartungen nicht erfüllen. Ein Wettbewerb mit verschiedenen Herstellern wurde veranstaltet, blieb aber ohne Sieger. Man improvisierte mit ausgemusterten Dragonerhelmen, die aufgrund ihrer Materialstärke von 4 mm durchaus brauchbar waren. In Verwendung kam schließlich der Stahlhelm „nach deutschem Muster“, der von 1916 bis 1918 mit deutschen Maschinen von österreichischen Firmen erzeugt wurde. 1916 entstand dann der Berndorf Helm, der ein eigenständiger Entwurf war. Er wurde rund 100.000 mal produziert. Im Wiener Heeresgeschichtlichen Museum sind sowohl der Berndorfer Stahlhelm als auch die „deutschen“ Exemplare zu besichtigen. Ebenfalls wurden, zumindest zu Ausbildungszwecken, erbeutete italienische Stahlhelme des französischen Musters eingesetzt.

### Zwischen den Kriegen
Auch nach dem Ende des Krieges besaß der Stahlhelm Modell 1916 eine starke Symbolkraft und war mit dem Alltag in der Weimarer Republik untrennbar verbunden. Nicht nur bei den zahlreichen Treffen und Aufmärschen ehemaliger Frontsoldaten, sondern auch bei feierlichen Anlässen ohne militärischen Hintergrund war es nicht unüblich, dass Teilnehmer des Ersten Weltkriegs einen Stahlhelm trugen. Die in den 1920er-Jahren erschienenen Bildbände über den Ersten Weltkrieg waren oftmals stark auf die Symbolik des Stahlhelms ausgerichtet. Ebenso verwendeten einige der nach dem Ersten Weltkrieg entstandenen neuen europäischen Staaten (Finnland, Lettland, CSR) den deutschen M1916.
Während die Vereinigten Staaten, das Vereinigte Königreich und Frankreich die Weiterentwicklung des Stahlhelms nach dem Ende des Ersten Weltkriegs vernachlässigten und ihre Armeen weiterhin den M1917, den Mk I und den „Adrian“ verwendeten, führten die autoritären Regime Italien und Deutschland in den 1930er-Jahren neue Helme ein. Die Armee des faschistischen Italien führte 1933 den M1933 ein, der an eine vereinfachte Form des deutschen M1916 erinnerte. Auch die Sowjetunion, die nach der Machtergreifung der Nationalsozialisten in Deutschland aufrüstete, führte neue Helme ein.
Im Rahmen der vom NS-Regime betriebenen Aufrüstung der Wehrmacht wurde ab 1935 der M35-Stahlhelm produziert, dessen Form im Wesentlichen der des M1916 entsprach, aber kleiner und leichter war. Insbesondere der Augenausschnitt und der Nackenschirm wurden eingekürzt, die Befestigungsbolzen für den Stirnschutz (gleichzeitig Belüftung) wurden durch Belüftungsbuchsen ersetzt. Der M35 wurde in fünf Größen hergestellt, die zwischen 800 Gramm und 1,2 Kilogramm wogen. Eine Fertigung aus Molybdänstahl erhöhte die Festigkeit um 15 Prozent. Ein Fliegerstahlhelm wurde für das fliegende Personal der Luftwaffe eingeführt.
Der Fallschirmjägerhelm M38 ab 1936 für die Fallschirmjäger eingeführt, entsprach von der Kalotte dem M1935, jedoch nahezu ohne Nacken- und Seitenschirm und verfügte über ein besonders starkes Innenfutter aus Moosgummi. Die Beriemung war ein Dreipunkt-Riemen.
Für die Herstellung des deutschen Stahlhelmes hatten die zunächst Albert Ottenheimer als Hauptaktionär, später zum Otto-Wolff-Konzern gehörenden EHW Thale – Eisen- und Hüttenwerke AG, Thale/Harz – im heutigen Sachsen-Anhalt das weitgehende Monopol; ihre Helme waren mit dem Kennzeichen ET versehen. Später kamen noch weitere Hersteller hinzu: Q = F. W. Quist GmbH, Metallwarenfabrik, Esslingen/Neckar; SE = Sächsische Emaillier- und Stanzwerke AG, vorm. Gebr. Gnüchtel, Lauter/Sachsen; FS und EF = Emaillierwerk AG, Fulda/Hessen, und NS = VDN – Vereinigte Deutsche Nickelwerke AG, Schwerte/Ruhr.
In Italien nutzte man nach dem Ersten Weltkrieg noch den „Adrian-Helm Mod. 16“, der auf dem französischen Helm M15 basierte. Zunächst wurde der „Elmetto M31“ eingeführt und bereits nach 2 Jahren durch den Elmetto M33 abgelöst.
In der Sowjetunion wurde 1936 ein neuer Helmtyp eingeführt, der Elemente des deutschen M1918 und des „Adrian“ vereinte. In Großbritannien wurde der Mk I 1936 geringfügig modifiziert und fortan als Mk II bezeichnet.

### Zweiter Weltkrieg

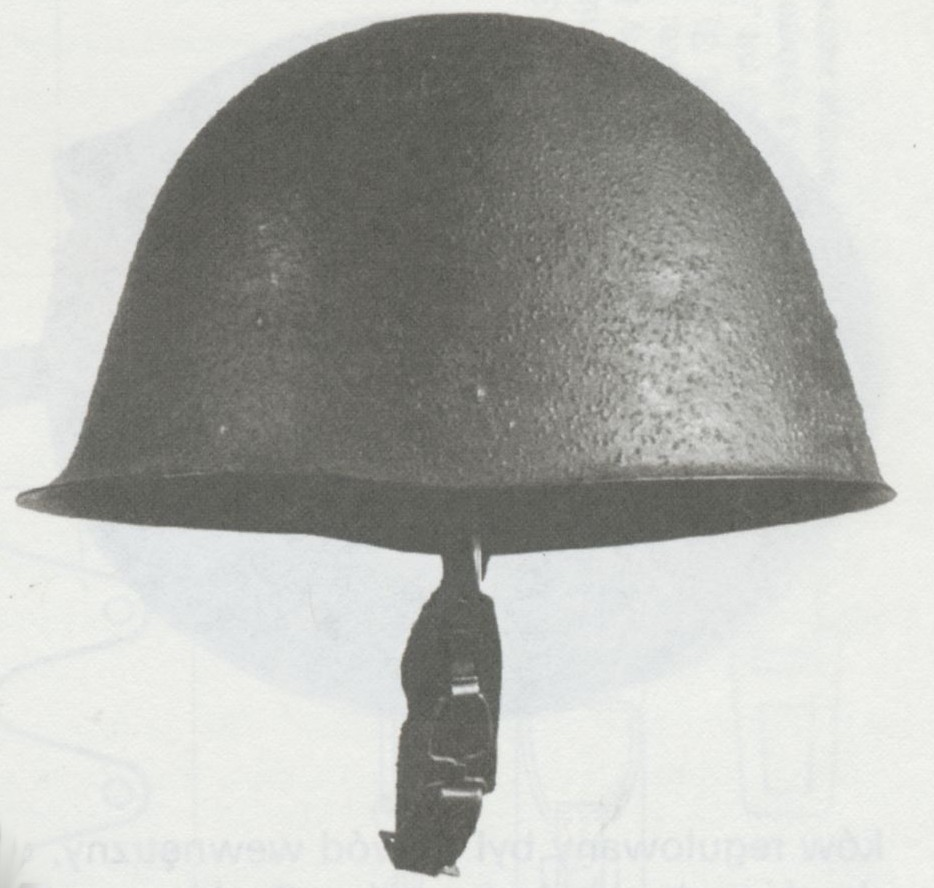
Polnischer Stahlhelm, Typ Wz. 31

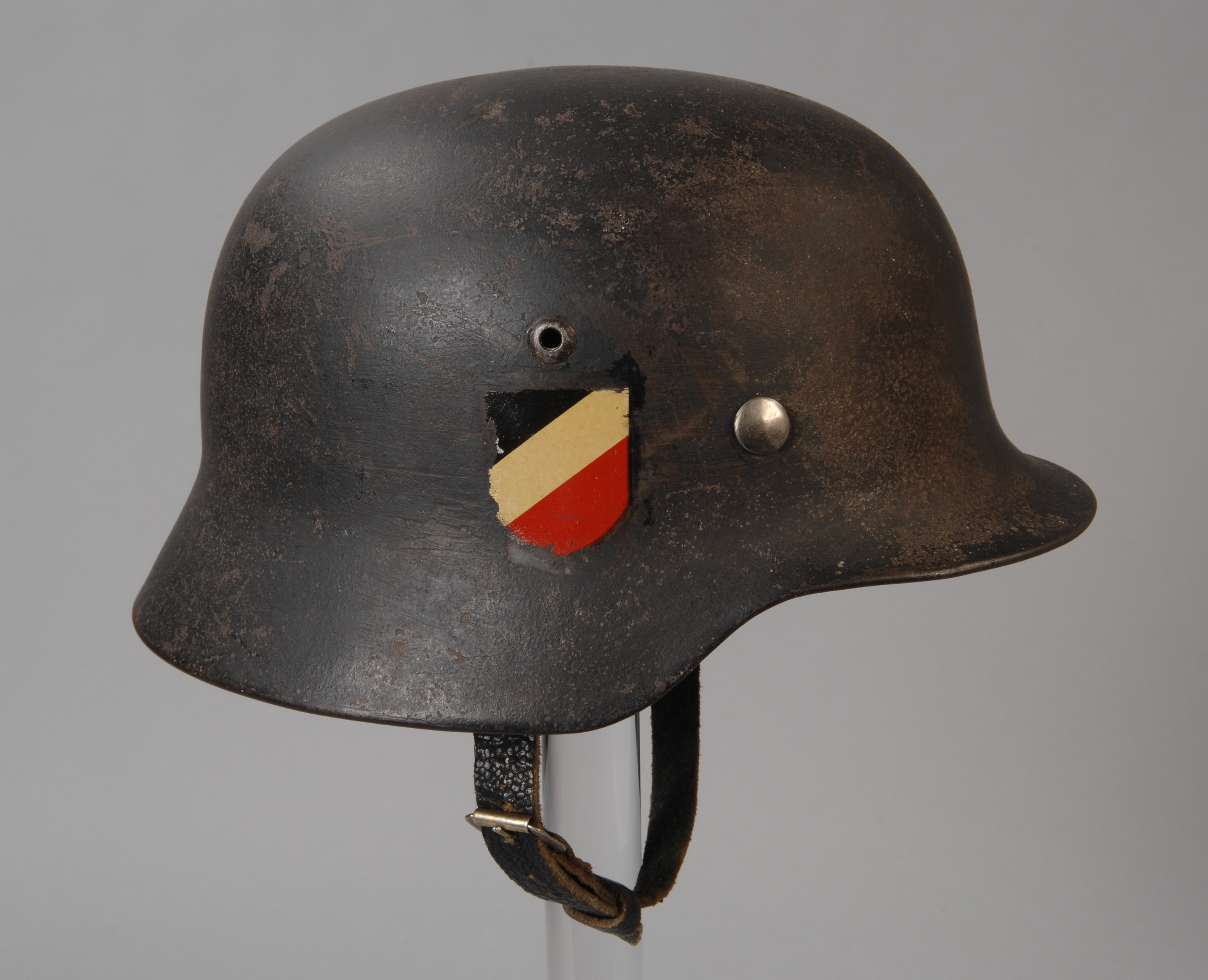
Deutscher Stahlhelm, Typ M35

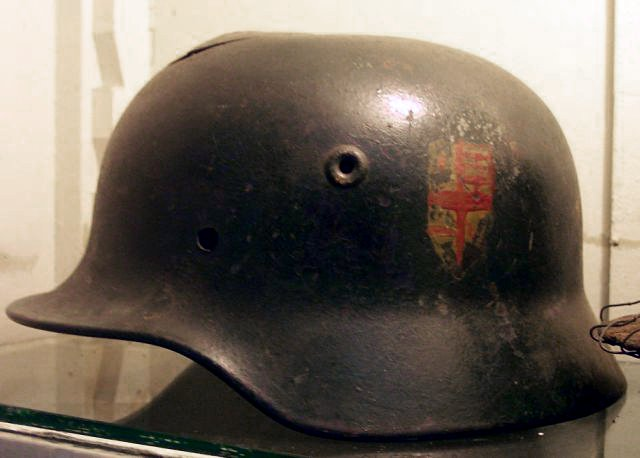
Deutscher Stahlhelm, Typ M40 ohne Innenfutter

Zu Beginn des Zweiten Weltkriegs wurden auf alliierter Seite Bemühungen unternommen, verbesserte Stahlhelme zu entwerfen. Als erstes wurde das War Department der Vereinigten Staaten aktiv. Es verweigerte die Unterzeichnung eines Vertrags über die Produktion von zwei Millionen weiteren M1917-Helmen und gab die Entwicklung eines neuen Helmtyps in Auftrag. Ein ursprünglich bevorzugter Entwurf wurde wieder verworfen, da dieser eine zu große Ähnlichkeit mit dem deutschen Stahlhelm aufwies und fatale Verwechslungen im Kampf befürchtet wurden. Dies führte zur Entwicklung des M1-Helmes, dessen Ausgabe an die Truppen am 9. Juni 1941 angeordnet wurde. Der M1 wog 1,3 Kilogramm und wurde in 27 Arbeitsschritten hergestellt. Bis zum Kriegsende wurden 22 Millionen M1-Helme und 33 Millionen dazugehörige Innenhelme produziert. Für die US-amerikanischen Fallschirmjäger wurde der M2 eingeführt, bei dem es sich um einen M1 mit dickerem Innenfutter und stärkerem Kinngurt handelte. Auch die Rote Armee führte 1941 einen neuen Helmtyp ein, der auf dem italienischen M1933 basierte.

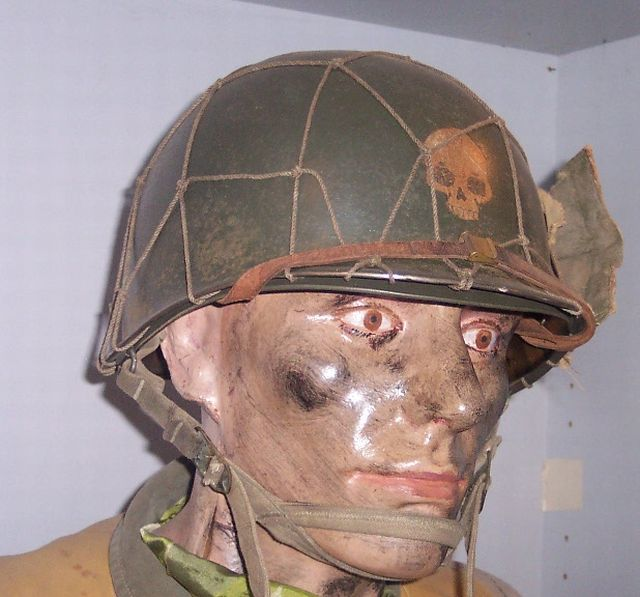
Amerikanischer Stahlhelm, Typ M1

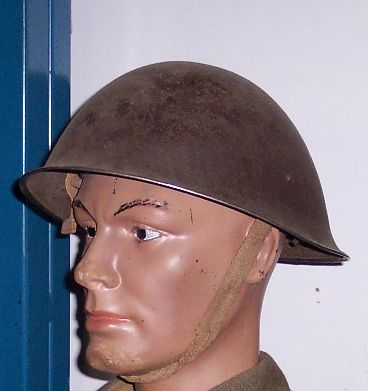
Kanadischer Stahlhelm, Typ Mk III

Die britische Armee führte erst Ende 1943 mit dem Mk III einen neuen Stahlhelm ein. Dieser verfügte über einen langen Nackenschirm, war mit einem Gewicht von 1,1 Kilogramm etwa 100 Gramm schwerer als der Mk II und besser ausbalanciert als das Vorgängermodell. Es wurden jedoch nur wenige britische und kanadische Einheiten bis zum Ende des Krieges mit dem Mk III ausgestattet.
Seit 1943 wurden die Mannschaften der US-amerikanischen Bomber durch Helme des Typs M3 geschützt. Diese Stahlhelme waren mit Leder überzogen und ließen die Ohrenpartie weitgehend unbedeckt, um das Tragen von Kopfhörern zu ermöglichen. Es folgte der identisch geformte M4, der jedoch mit einem preiswerteren Überzug aus Khaki versehen wurde. Das Nachfolgemodell M4A2 schützte die Ohrenpartie durch hochklappbare Metallwangenstücke. Bei dem geringfügig modifizierten M5 handelte es sich um den letzten Helmtyp, der von den amerikanischen Bomber-Mannschaften des Zweiten Weltkriegs getragen wurde. Die U.S. Army Air Force wurde von 1943 bis zum Kriegsende mit insgesamt 393.000 Helmen beliefert. Diese Helme trugen, zusammen mit Splitterschutzwesten, dazu bei, dass die Verwundungsquote unter den Bomber-Piloten innerhalb weniger Monate um 61 Prozent sank.
Auch der deutsche Stahlhelm wurde im Zweiten Weltkrieg nochmals überarbeitet. Dem Basismodell M35 mit genieteten Belüftungsbuchsen folgte der M40 mit gestanzten Belüftungsbuchsen. Beim Modell M42 (1942) entfiel aus Gründen der schnelleren und einfacheren Produktion der in den Vormodellen gebördelte Rand und er wurde aus Siliziummanganstahl hergestellt.
Noch während des Zweiten Weltkriegs wurde der M45 entwickelt. Obwohl Adolf Hitler die Neuentwicklung eines Stahlhelmes bereits verboten hatte, wurde aufgrund einer Denkschrift der Heeressanitätsinspektion, in der auf die zunehmende Zahl von Kopfverletzungen und andere Mängel der bisherigen deutschen Helmmodelle M35 und M40 verwiesen wurde, im Jahre 1942 vom Heereswaffenamt – unter Umgehung des Rüstungsministeriums – die Entwicklung genehmigt.
Die Arbeiten wurden in der Chemisch-Technischen Reichsanstalt vom Institut für Wehrtechnische Werkstoffkunde Berlin (Leiter Adolf Fry und Sachbearbeiter Günther Hänsel) durchgeführt. In die engere Erprobung kamen vier Modelle: „A“ = ein leicht veränderter Helm 35, „B“, „B/II“ und „C“. Der erfahrene Hersteller von Stahlhelmen, die Eisen- und Hüttenwerke AG Thale/Harz, die mit der Herstellung der Versuchsmuster beauftragt worden war, legte von sich aus zusätzlich den „Vorschlag Thale“ vor, der als Abänderung des Modells „B“ unter Leitung des Ober-Ingenieurs Erich Kisan entwickelt worden war. Bei den Beschuss- und Truppenerprobungen erwiesen sich die beiden „B“-Modelle als die besten. Die Ergebnisse wurden in einer Denkschrift zusammengefasst und im Herbst 1944 dem Führerhauptquartier vorgelegt. Trotz der positiven Beurteilung der Helme sowie der großen Einsparungen an Material und Arbeitszeit lehnte es die Einführung eines neuen Helmmodells ab – offensichtlich aus logistischen Gründen und aus Gründen der Tradition.

### Nachkriegszeit
Nach dem Zweiten Weltkrieg blieben Stahlhelme weltweit bis in die 1970er-Jahre im Einsatz. Durch die Einführung moderner Aramid-Werkstoffe wie Kevlar wurde der Stahlhelm jedoch schrittweise verdrängt, auch wenn er in mehreren Mitgliedsstaaten der NATO und des Warschauer Pakts bis in die 1990er-Jahre hinein vor allem in Staaten mit Wehrpflicht gebräuchlich war. In den Armeen diverser Entwicklungsländer werden nach wie vor Stahlhelme verwendet.

#### Deutsche Demokratische Republik

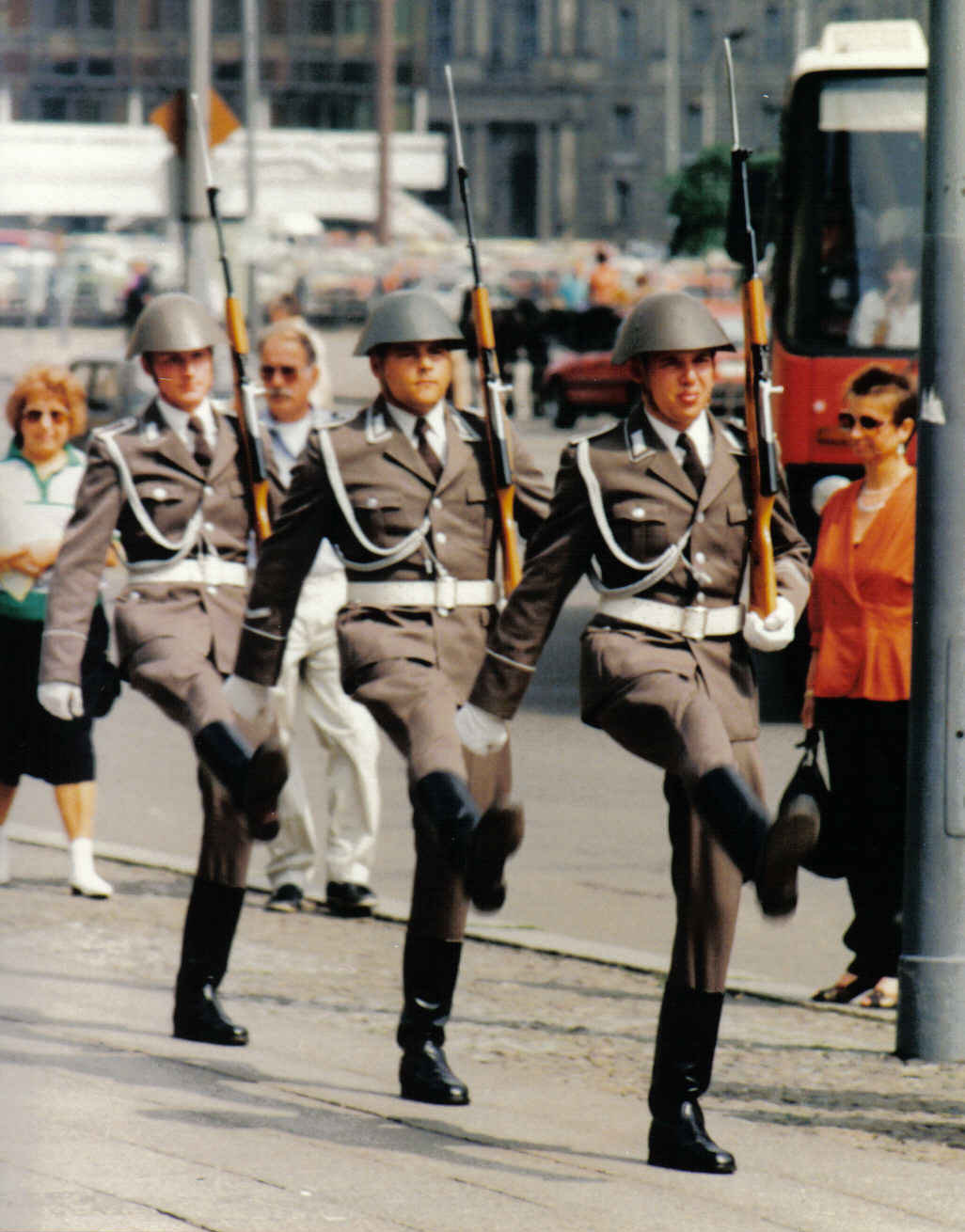
NVA-Truppen mit M56

Die Stahlhelme M54 und M56 der DDR basierten auf dem Versuchsmodell B/II, das noch während des Zweiten Weltkrieges entwickelt worden war. Die Patentschrift Nr. 706467 zu der neuen Kalotte wurde am 7. Dezember 1943 bekanntgegeben. Als Erfinder wird dort Heinrich Hänsel in Weil am Rhein genannt.
Ab Januar 1956 wurde auf Grundlage dieser über zehn Jahre zurückliegenden Entwicklung der Ingenieur Erich Kiesan von der DDR-Führung beauftragt, die während des Krieges erfolgreich erprobte Kalotte B/II mit aktuellen Testreihen und Beschussversuchen erneut zu überprüfen. Erneut bestand die Kalotte die Prüfungen und wurde als „neuer“ Stahlhelm zunächst unter der Bezeichnung S 1/56 (M56) in der DDR eingeführt. Es gab zwei Ausführungen: zum einen den recht bekannten, bis 1990 in der NVA verwendeten Stahlhelm M56 (Gerät 604 im internen Schriftverkehr) und einen fast baugleichen, aber auf der Oberseite wie bei früheren Modellen der Wehrmacht abgeflachten Stahlhelm, der nach dem Krieg als M54 in geringer Stückzahl produziert und an Einheiten der Kasernierten Volkspolizei ausgegeben wurde.
Im Vergleich zu anderen Stahlhelmen stand der M56 weit vom Kopf ab – dadurch bestand erhöhte Gefahr, mit dem Rand des Helmes hängenzubleiben, beispielsweise beim Sprung in einen Graben. Halswirbelverletzungen wären die wahrscheinliche Folge eines derartigen Hängenbleiben mit dem Helm gewesen. Um dieses Verletzungsrisiko zu verringern, war der Helm so ausgelegt, dass sich die Glocke vom Futter (welches am Kopf verblieb) ablöste, wodurch der Helm vom Kopf abgetrennt wurde. Helm sowie Futter blieben unbeschädigt und konnten wieder zusammengesetzt werden.

#### Bundesrepublik Deutschland

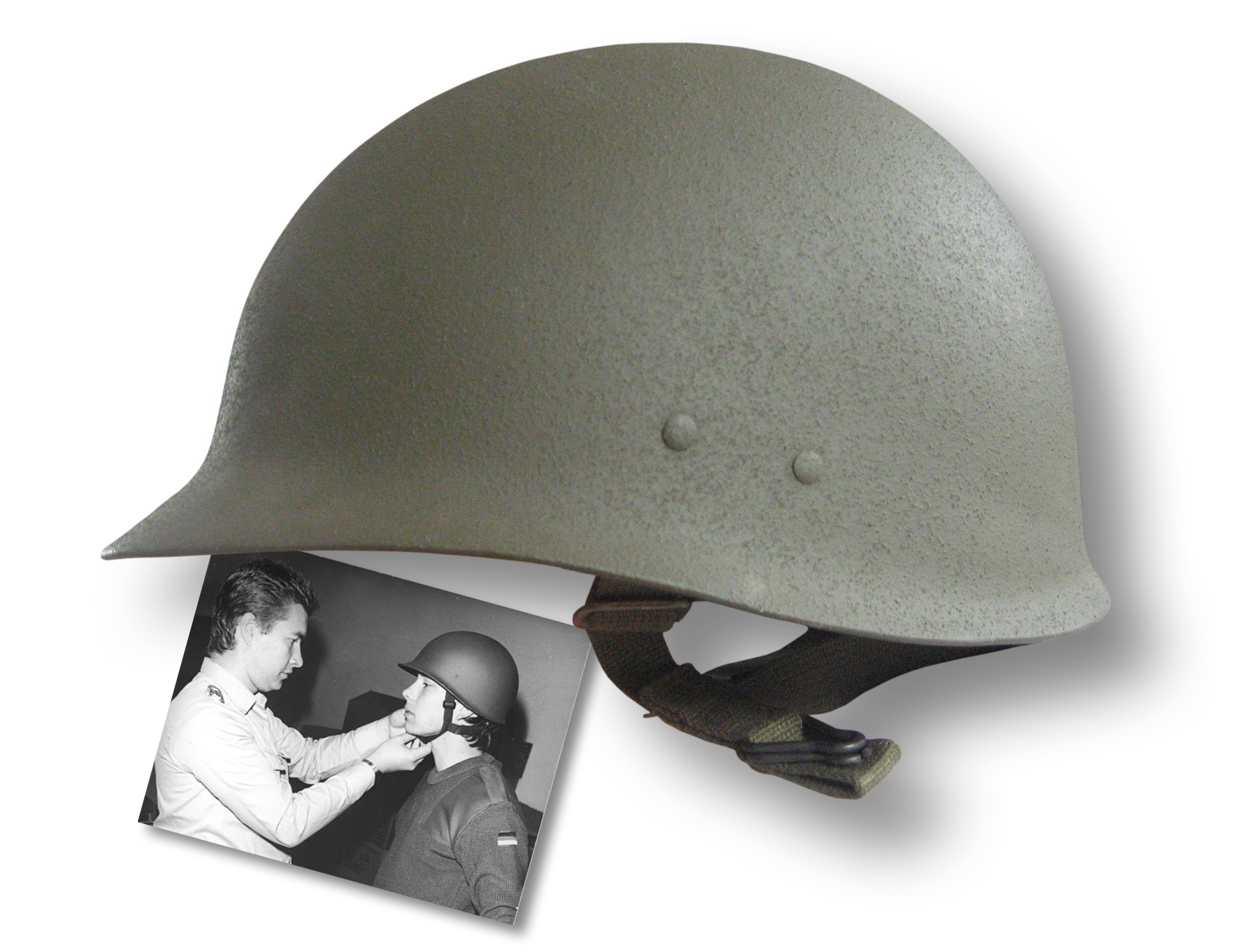
Deutscher Stahlhelm, Typ M1A1

Der Bundeswehrhelm war zur Zeit seiner Einführung im Juni 1956 ein Politikum. Den Forderungen des Militärs nach einem wirksamen Kopfschutz für die Soldaten wurde nur sehr zögerlich nachgekommen. Unter keinen Umständen sollte der Helm für die Bundeswehr auf Konstruktionen beruhen, die vor dem Zweiten Weltkrieg entwickelt worden waren beziehungsweise an die Zeit des Nationalsozialismus erinnerten. Die baulichen Mängel des nach US-amerikanischem Muster konstruierten Stahlhelms wurden durch Kompromisse beim Helminnenfutter abgemildert. Gleichzeitig blieben Stahlhelme der alten Form weiterhin im Gebrauch des Bundesgrenzschutzes und der Polizei.
Für den aktuellen „Gefechtshelm, allgemein“ aus Aramid, der am 15. Januar 1992 eingeführt wurde, galten diese politischen Bedenken nicht mehr. Der Helm sollte unter Wahrung der modernsten militärischen Gesichtspunkte auch alle Vorteile des Stahlhelms M35 in sich vereinigen.
Der Schutz eines modernen Helmes gegen Durchschlag hängt unter anderem vom Geschossdurchmesser und dem Auftreffwinkel ab. Bei einem 7,62-mm-Geschoss beträgt die absorbierte Energie etwa 770 Joule und für ein 5,56-mm-Geschoss etwa 420 Joule. Kugelsicher sind diese Helme damit auch heute nicht. Ältere Helm-Konstruktionen liegen jedoch deutlich schlechter. In Einzelfällen kann ein Helm allerdings ein verirrtes Geschoss aus großer Entfernung oder einen ansonsten tödlichen Querschläger in der Tat abhalten.
Der amerikanische Stahlhelm M1 kann im Vergleich dazu dem Beschuss mit dem Kaliber 7,62 × 51 mm ab einer Entfernung von 800 Metern standhalten, die Geschossenergie beträgt in dieser Entfernung rund 670 Joule. Das Kaliber 5,56 × 45 mm kann – bei der Verwendung von Stahlkernmunition – den Helm bis zu einer Entfernung von 1.300 Metern durchschlagen.

#### Vereinigte Staaten
Der M1-Helm wurde nach dem Ende des Zweiten Weltkriegs noch bis in die 1970er-Jahre von der U.S. Army verwendet.

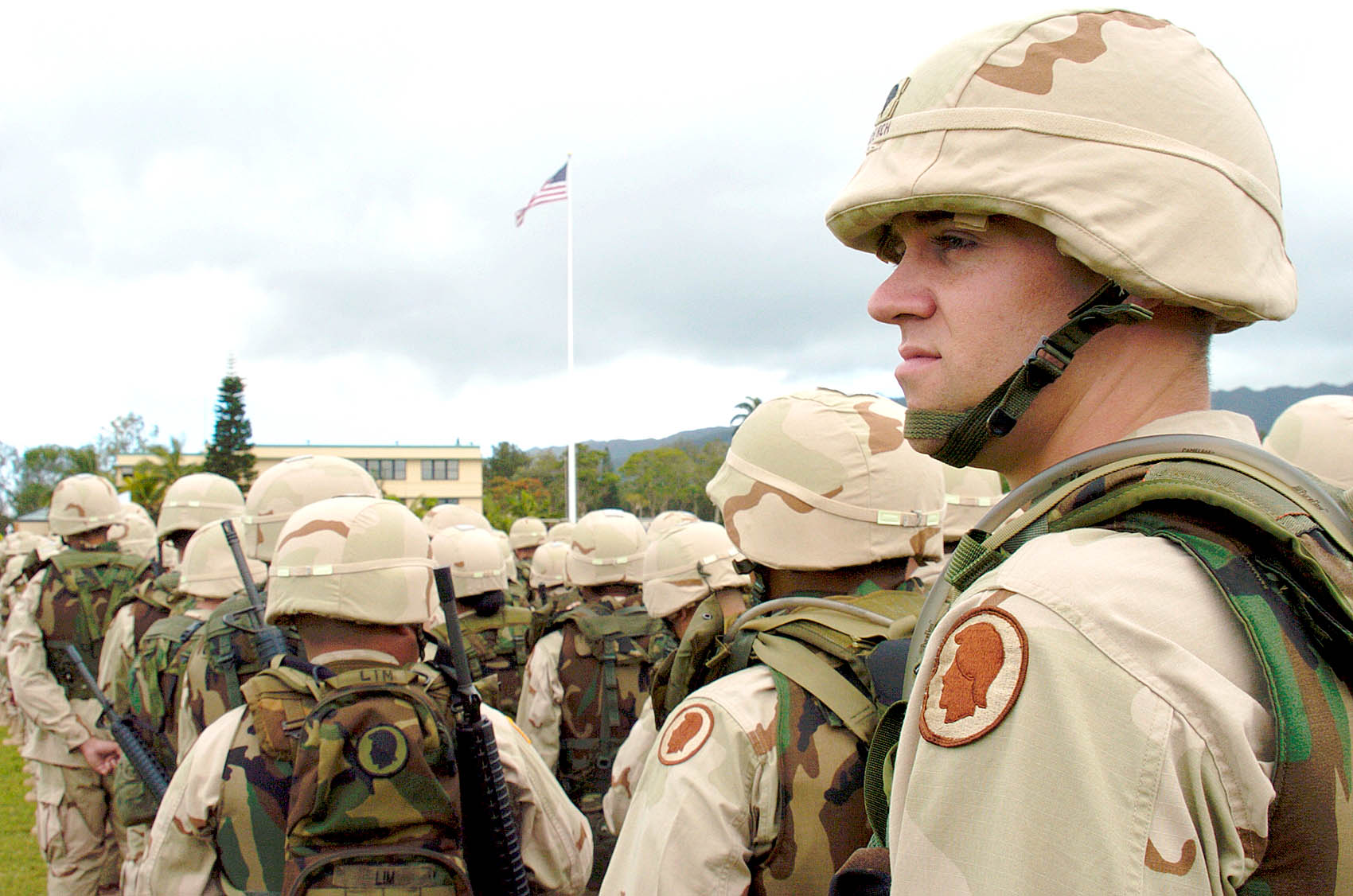
US-Soldaten mit PASGT-Helm

Erst Ende der 1970er-Jahre wurde der M1 in der U.S. Army durch den aus Kevlar bestehenden PASGT-Helm abgelöst. Die Amerikaner verweisen bei dieser Neuentwicklung darauf, sich als Vorbild den Baseballhelm genommen zu haben. Aufgrund der Ähnlichkeit zum Stahlhelm M35 trägt der PASGT-Helm bei der amerikanischen Armee auch den Spitznamen „Fritz“. Im Moment ist die Army dabei, noch im Dienst befindliche Modelle des alten PASGT mit einer sogenannten „4-Point-Suspension“ nachzurüsten. Ähnlich wie beim Kevlarhelm der Bundeswehr besitzt diese einen zusätzlichen Nackenriemen, der den Helm stabilisiert.
Nach einer für Helme relativ kurzen Verwendungsdauer wurde der PASGT-Helm der amerikanischen Armee ab 2002 in anfangs begrenzter Stückzahl vom Advanced Combat Helmet (ACH), einer leicht abgewandelten Version des MICH TC-2000 Combat Helmet aus ballistischen Fasern abgelöst; auch die Form des ACH ist angelehnt an die des deutschen M35. Ein Hauptunterscheidungselement ist das Fehlen des nach vorne gezogenen Stirnschutzes, das sowohl der M35 als auch der PASGT-Helm besaß. Der ACH-Helm ist auch zum Standardhelm der Air Force Security Forces und Air Force Special Operations Command geworden. Es gibt inzwischen einen Nachfolger des ACH-Helms, der äußerlich unverändert aus neuen Materialien besteht und als Enhanced Combat Helmet (ECH) bezeichnet wird.
Bei U.S. Marine Corps und U.S. Navy wurde 2004 der Lightweight Helmet (LWH) als Nachfolger des PASGT-Helm eingeführt und löste diesen bis 2009 ab. Dieser ähnelt in der Form sehr dem PASGT-Helm, ist aber leichter. Bereits 2013 stellte das U.S. Marine Corps jedoch auf den neuen ECH-Helm um.
Lediglich bei einigen Einheiten der Nationalgarde und Reservisten wird der PASGT-Helm weiter verwendet.

#### Vereinigtes Königreich
Ende der 1970er-Jahre ging die britische Armee mit der Einführung des GS Mk6 ebenfalls zur Verwendung von Helmen aus Polyamidfasern über, die besseren Schutz und geringeres Gewicht als die zuvor üblichen Stahlhelme bieten.
Allerdings wurden hier anstatt Aramidgewebe Fasern aus britischem „ballistischem Nylon“ verwendet, das heißt aus Nylongewebe „Nylon 6.6“ von 840 den bis 1.680 den (entspricht ca. 93,3 tex bis 186,6 tex) in 2×2- oder 2×3-Leinwandbindung.
Der im Jahr 2001 eingeführte GS-Mk6A-Helm besteht aus einem Gemisch aus ballistischem Nylon und Kevlar. Im Gegensatz zum Vorgänger verfügt dieser Helm über ein signifikant verbessertes Netzinnenfutter.
Der aktuelle, 2010 eingeführte Helm GS-Mk7 zeichnet sich durch eine optimierte Formgebung zur besseren Kompatibilität mit Funkausrüstung, ein dem Mk. 6A vergleichbares Netzinnenfutter mit Möglichkeit zur individuellen Aufpolsterung durch Gelpolster und einen verbesserten Kinnriemen aus. Dieser Helm wird ebenfalls aus Mischgewebe ballistisches Nylon/Kevlar hergestellt und ist in verschiedenen Grundfarben (sandgelb, bronzegrün, schwarz) verfügbar, wird im Einsatz aber meist mit dem maßgeschneiderten Stoffbezug im MTP-Tarnmuster getragen.

#### Russland
Die Helme der Gruppe Wagner sind an die deutschen Stahlhelme im Zweiten Weltkrieg angelehnt.